# (1207) Ostenia
(1207) Ostenia est un astéroïde de la ceinture principale découvert le 15 novembre 1931 par l'astronome allemand Karl Wilhelm Reinmuth. Le lieu de découverte est Heidelberg (024). Sa désignation provisoire était 1931 VT.
Il a été nommé en l'honneur de l'astronome allemand Hans Osten.